# CARE International
CARE International (für englisch Cooperative for Assistance and Relief Everywhere) zählt heute mit zahlreichen Länder- und Regionalbüros vor Ort zu den großen privaten Hilfsorganisationen. In Deutschland und Österreich ist die Nichtregierungsorganisation durch die in der Nachkriegszeit versandten CARE-Pakete bekannt. Gegründet wurde die Organisation im November 1945 als Cooperative for American Remittances to Europe (kurz C.A.R.E.).
Tausende von Hilfsprogrammen werden heute überwiegend von einheimischen CARE-Mitarbeitenden in rund 121 Ländern Afrikas, Asiens, Lateinamerikas und Europas betreut.

## Ziele und Aktivitäten

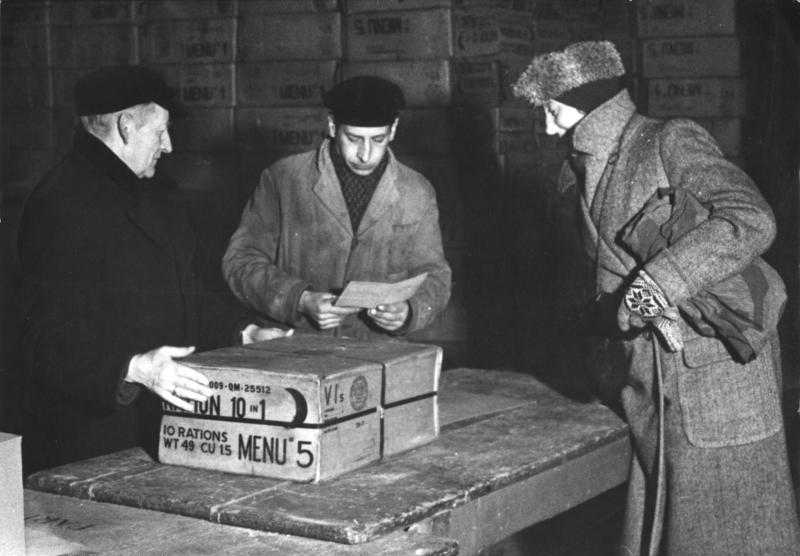
Ausgabe von CARE-Paketen in Berlin (1947)

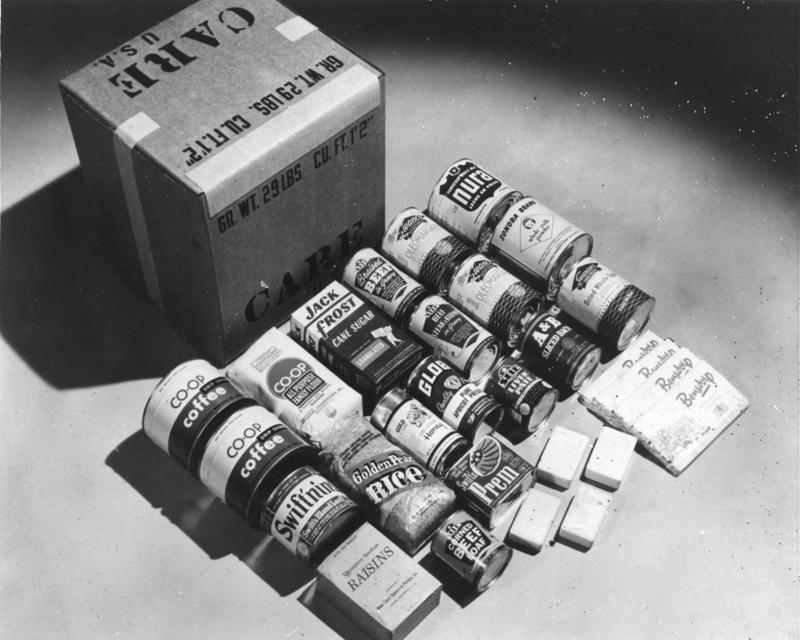
Inhalt eines CARE-Paketes (1948)

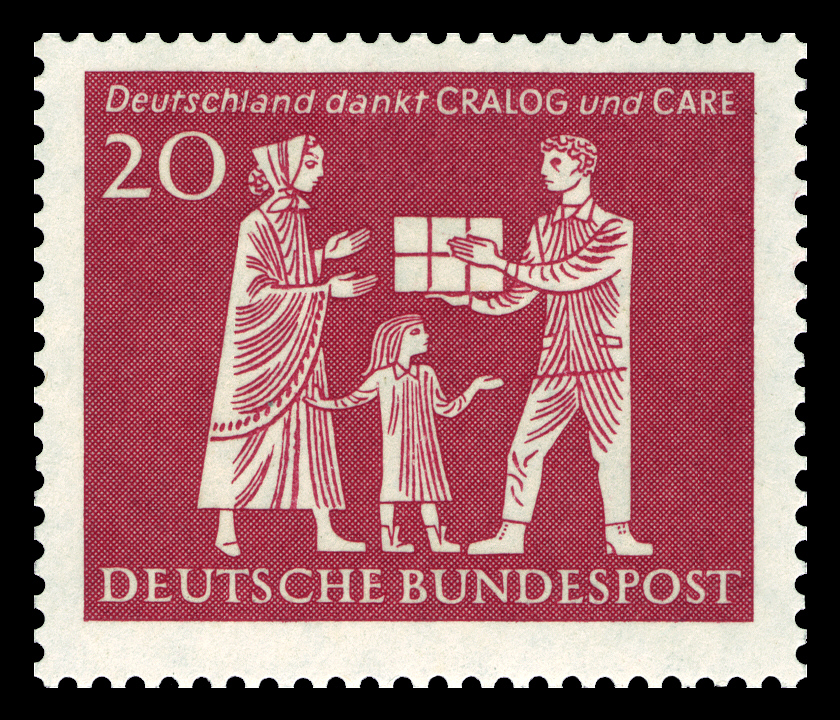
Briefmarke der Deutschen Bundespost (1963): „Deutschland dankt CRALOG und CARE“

Im Mittelpunkt der Arbeit steht die globale Armutsminderung. Dabei arbeitet die Organisation nach dem Grundsatz der Hilfe zur Selbsthilfe, versucht Existenzgrundlagen zu sichern, wirtschaftliche Aktivitäten zu entwickeln und zivilgesellschaftliche Kräfte zu fördern. CARE tritt gegen soziale Ungerechtigkeit und Diskriminierung und für globale Verantwortung ein und versucht, auf politische Entscheidungsträger einzuwirken. Gemeinsam mit Projektpartnern leistet CARE auch Nothilfe in Krisengebieten.
Um zu vermeiden, dass Hilfsmaßnahmen an den tatsächlichen Bedürfnissen der Menschen „vorbeigeplant“ werden, bindet CARE seine Projektteilnehmer und lokalen Partner von Anfang an in Planung und Durchführung der Programme ein. Der größte Teil der Mitarbeitenden wird in den jeweiligen Heimatländern zum Einsatz angeworben.
Projekte von CARE, die nach Angaben der Organisation im Jahr 2024 über 53 Millionen Menschen direkt zugutekamen, werden finanziell von zahlreichen Regierungen sowie von den Vereinten Nationen, der Weltbank und der EU unterstützt. Im Jahr 2024 hat die Organisation in 121 Ländern 1450 Entwicklungs- und Hilfsprojekte umgesetzt.

## Geschichte
Als im Zweiten Weltkrieg Millionen von Menschen in den Ruinen der zerstörten Städte ohne Obdach, Nahrung, Kleidung und Medikamente waren, brachten die Nachrichten hierüber den Chef der Aufsichtsbehörde für Kriegshilfe beim amerikanischen Präsidenten, Arthur C. Ringland, und den bei der UNRRA arbeitenden Lincoln Clark dazu, die Zustellung von Hilfspaketen für die Europäer anzuregen. Ringland war nach dem Ersten Weltkrieg in Konstantinopel Leiter der Dienste der American Relief Administration (ARA) gewesen und dachte an eine Aktion, ähnlich der damaligen Bereitstellung von ARA-Lebensmittelpaketen. Den Direktor des amerikanischen Genossenschaftsverbandes, Wallace J. Campbell, sprach die Idee an, und er brachte es zu Wege, dass 22 US-amerikanische Wohlfahrtsverbände am 27. November 1945 in Washington die private Hilfsorganisation CARE (Cooperative for American Remittances to Europe) gründeten, um Hilfsaktionen für Europa koordinieren zu können. An der Gründung von CARE beteiligten sich unter anderem die Quäker, die Mennoniten, die Church of the Brethren, die Heilsarmee und die Gewerkschaften. Dabei war bei der Gründung Elmer G. Burland, der das System der „Dollarpakete“ schon in Österreich eingeführt, und es 1924 an die russischen Verhältnisse angepasst hatte. In jenen Tagen, ebenso wie 1945, kam William N. Haskell die Aufgabe eines executive director zu. Auch die US-Armee beteiligte sich und stellte aus ihren Depots die ersten Lebensmittellieferungen, zunächst nach Frankreich. 1946 genehmigte die US-Regierung Hilfslieferungen nach Deutschland, die meist von US-Bürgern an Verwandte geschickt wurden. Fast zehn Millionen CARE-Pakete mit Lebensmitteln, Kleidung oder Werkzeugen erreichten zwischen 1946 und 1960 Deutschland, Österreich und andere europäische Staaten. Das Standard-CARE-Paket enthielt Lebensmittel (Fleischkonserven, Getreide, Zucker, eingemachtes Obst und Gemüse, Kakao und Kaffee) für 30 Mahlzeiten sowie Zigaretten. Besondere Bedeutung bekamen die Pakete während der Berlin-Blockade.
Die englische Bezeichnung Care („Sorge“, „Fürsorge“, „Obhut“, „Pflege“) wurde als Akronym aus den Anfangsbuchstaben von Cooperative for American Remittances to Europe gebildet. 1949 weitete CARE seine Programme auf Entwicklungsländer aus und änderte 1952 den Namen unter Beibehaltung des Akronyms in „Cooperative for American Relief to Everywhere“. Am 29. August 1980 wurde als dritte Landesorganisation nach USA und Kanada CARE Deutschland gegründet. 1990 weitete CARE seine Aktionen auch nach Osteuropa aus, nachdem die Arbeit dort in den Jahrzehnten zuvor von den Regierungen verboten gewesen war. 1994 wurde die Bedeutung des Akronyms ein weiteres Mal geändert, diesmal in „Cooperative for Assistance and Relief Everywhere“.

## CARE International
1982 schlossen sich die unabhängig voneinander arbeitenden nationalen CARE-Organisationen unter der Bezeichnung CARE International zusammen. Inzwischen koordiniert das Generalsekretariat, das in Genf angesiedelt ist, die Arbeit von 20 Mitgliedsorganisationen in den Vereinigten Staaten (gegründet 1945), Ägypten, Australien, Dänemark, Deutschland, Frankreich, Großbritannien, Indonesien, Japan, Kanada, Kaukasus, Luxemburg, Marokko, Niederlande, Norwegen, Österreich, Peru, Sri Lanka, Thailand und Tschechien.